# Couhé
Couhé è un comune francese di 1 971 abitanti situato nel dipartimento della Vienne nella regione della Nuova Aquitania.
Il territorio comunale è bagnato dalla Dive du Sud.

## Società

### Evoluzione demografica
Abitanti censiti